# Charles Gauci
Charles Victor Emmanuel Gauci (ur. 31 marca 1952 w Florianie) – australijski duchowny katolicki, biskup Darwin od 2018.

## Życiorys

### Prezbiterat
Święcenia kapłańskie przyjął 10 grudnia 1977 i został inkardynowany do archidiecezji Adelajdy. Pracował jako duszpasterz parafialny, był także krajowym duszpasterzem Stowarzyszenia Doktryny Chrześcijańskiej.

### Episkopat
27 czerwca 2018 roku został mianowany przez papieża Franciszka biskupem diecezji Darwin. Sakry udzielił mu 26 września 2018 jego poprzednik – biskup Daniel Hurley.